# FIGUEROA
FIGUEROA（フィゲロア）は、エフエムラジオ新潟で放送されていたラジオ番組。サブタイトルは「you on the radio.」。

## 番組概要
2010年1月4日よりスタート。
これ以前に放送していたGottcha!!が朝に移動したため、昼の新しい番組としてスタートした。
2018年3月29日の放送をもって終了し、2018年4月1日より、『FIGUEROA MIDNIGHT』としてリニューアルし、放送時間が日曜 0:00 - 1:55（土曜深夜）に移動。
2020年6月28日をもって『FIGUEROA MIDNIGHT』を終了し、『-DJ MINORU CHRIS SHOW- FIGUEROA NIGHT』にリニューアル。19:00 - 20:30に移動。万代シテイサテライトスタジオからのワンマン放送となった。
2022年3月28日をもって番組を終了した。

## 放送時間
FIGUEROA
- 2010年1月-2011年3月

月曜 - 木曜 12:00 - 14:50(13:00-13:30に『デイリーフライヤー』を内包)
- 2011年4月-2018年3月

月曜 - 木曜 13:30 - 15:55
FIGUEROA MIDNIGHT
- 2018年4月1日-2020年6月28日

土曜 0:00 - 1:55
-DJ MINORU CHRIS SHOW- FIGUEROA NIGHT
- 2020年7月1日-2022年3月28日

月曜 19:00 - 20:30

## 出演者

### パーソナリティ
- ミノルクリス

#### 過去（アシスタント）
- 村井杏（水・木曜日）
- 上村知世（木曜日）
- Mika Walker（木曜日）
- 斉藤瞳（木曜日）
- Nao☆（Negicco/水曜日）
- Megu（Negicco/木曜日）

## 番組内容

### 過去のコーナー（FIGUEROA）
Motor Tune! Racing Spirits.
レーシングスピリッツのある車の情報を紹介するコーナー。
Reading Tune!
ミノルクリスがおすすめの本を紹介するコーナー。

### 過去のコーナー（FIGUEROA MIDNIGHT）
FIGUEROAしりとり
テーマに沿ってしりとりを募集するコーナー。最優秀者には「しりとりキング」の称号が与えられた。
○○みたいなこと言ってくださーい！
テーマの言葉っぽい言葉を募集するコーナー。